# Spinosipella ericia
Spinosipella ericia är en musselart som först beskrevs av Hedley 1911.  Spinosipella ericia ingår i släktet Spinosipella och familjen Verticordiidae. Inga underarter finns listade i Catalogue of Life.